# Božena Němcová
Božena Němcová (pronunție în cehă [ˈboʒɛna ˈɲɛmtsovaː]) (n. 4 februarie 1820, Viena, Imperiul Austriac – d. 21 ianuarie 1862, Praga, Imperiul Austriac) a fost o scriitoare cehă din faza finală a mișcării Renașterea Națională Cehă.
Imaginea ei este reprezentată pe bancnota de 500 de coroane cehe.

## Biografie
Potrivit datelor acceptate în prezent de majoritatea istoricilor literari cehi, Božena Němcová s-a născut în 1820 ca Barbara Pankel (sau Barbora Panklová conform obiceiului ceh de folosire a formei feminine a numelui), la Viena ca fiică a lui Johann Pankel din Austria Inferioară și al Teresiei Novotná, o servitoare de origine boemă. În copilărie a trăit în apropiere de orășelul Ratibořice, iar bunica ei, Magdalena Novotná, a jucat un rol important în formarea viitoarei scriitoare. Němcová a scris mai târziu romanul său cel mai cunoscut, având personajul principal inspirat de bunica ei.
S-a căsătorit la vârsta de 17 ani cu Josef Němec, un bărbat cu 15 ani mai în vârstă care lucra ca ofițer vamal și era, prin urmare, un angajat al statului. Căsătoria a fost aranjată de părinții Barborei și a devenit una nefericită deoarece soții nu s-au înțeles foarte bine unul cu celălalt. Němec era considerat un om nepoliticos și autoritar. Patriotismul său boem nu era agreat de superiorii săi, așa că el a fost de multe ori transferat în locații diferite, iar mai târziu a fost concediat. Familia a avut patru copii și a suferit frecvent din cauza lipsei de bani. Němcová a murit în sărăcie, înstrăinată de soțul ei. Patrioții din Boemia i-au organizat o înmormântare solemnă.

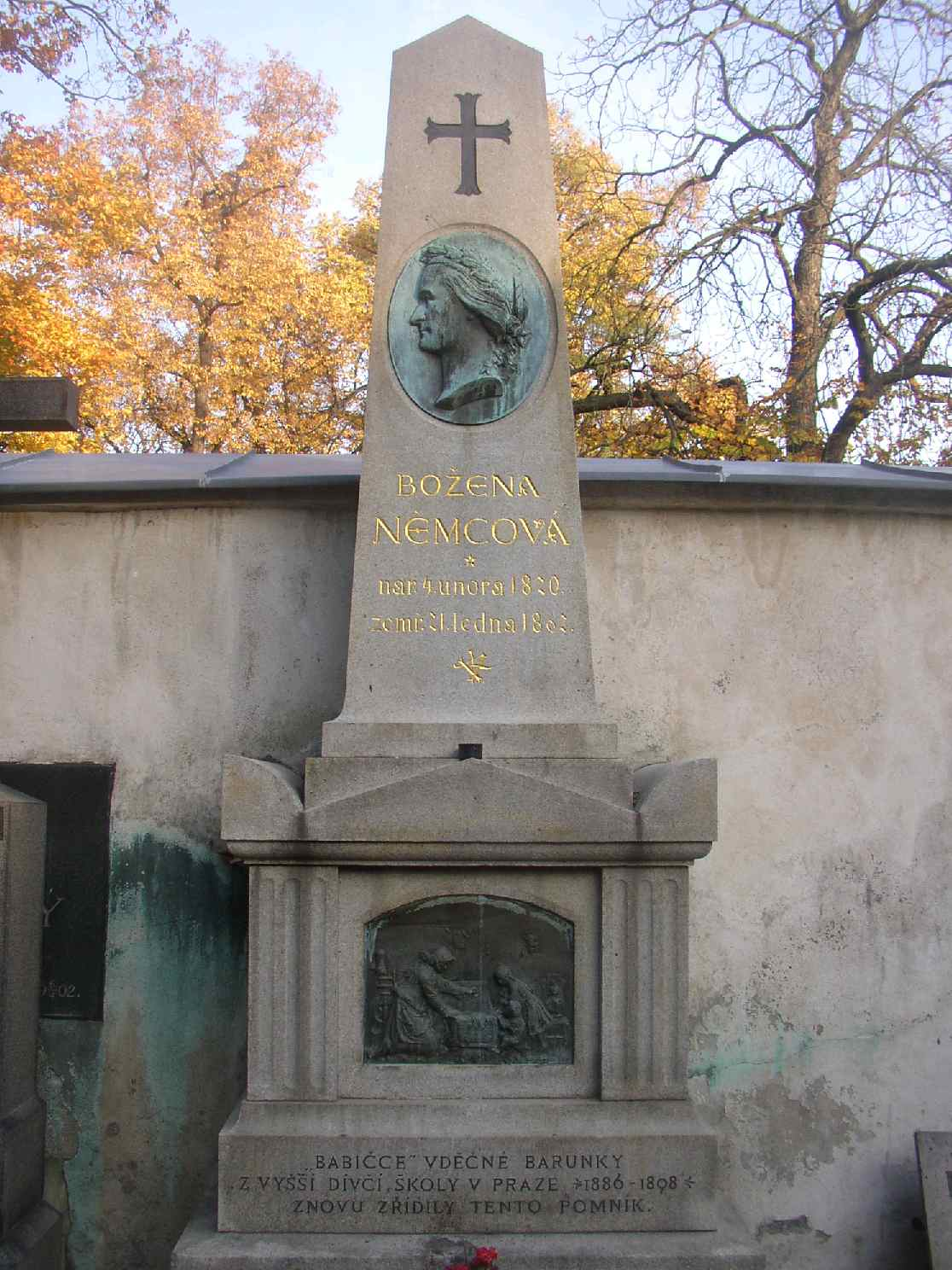
Mormântul Boženei Němcová în Cimitirul Vyšehrad

## Speculații cu privire la originea reală a Boženei Němcová
Unii autori pun la îndoială data nașterii (documentele păstrate conțin date diferite) și originea reală a Boženei Němcová. Potrivit unei ipoteze, Němcová s-ar fi născut cu trei sau patru ani mai devreme decât se credea anterior și ar fi fost fiica nelegitimă a Wilhelminei, Ducesă de Sagan (1781-1839). Helena Sobková, o scriitoare de cărți de popularizare istorică despre Němcová, crede că Němcová ar fi fost de fapt nepoata Wilhelminei. În 1816 sora mai mică a Wilhelminei, Dorothée de Talleyrand-Périgord, ar fi născut o fiică nelegitimă dintr-o relație cu contele Karel Jan Clam-Martinic (1792–1840) la Bourbon-l'Archambault (o stațiune franceză). Copilul nu a fost recunoscut oficial de către mama sa; el a fost înregistrat sub numele  Marie-Henriette Dessalles. Soarta ulterioară a copilului nu este cunoscută și este posibil ca ducesa Wilhelmine de Sagan să fi dat fata mai târziu părinților Němcovei pentru a o crește ca pe propriul lor copil sub numele de Barbora Panklová.
Nici una dintre aceste speculații nu a avut însă la bază o cercetare istorică serioasă.

## Scrieri

### Romane
- Pohorská vesnice (The village under mountains)
- Babička (tradus în limba română Bunica sau Bunicuța) (1855) – cel mai cunoscut roman al Němcovei despre o tânără fată pe nume Barunka (un nume de alint pentru Barbora) și copilăria alături de bunica ei de la țară. Cartea a fost inspirată de propria copilărie a Němcovei în satul Ratibořice, unde a locuit împreună cu părinții, frații și bunica maternă, Magdalena Novotná.

### Povești și legende
- Chýše pod horami
- O dvanácti měsíčkách

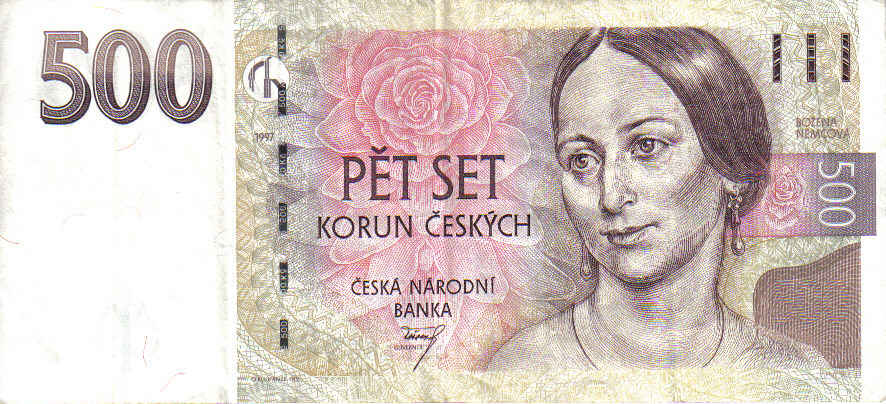
Bancnota cehă de 500 de coroane emisă în 1997, pe care este reprezentat portretul Boženei Němcová.

- Národní báchorky a pověsti (National Stories and Legends)
- Slovenské pohádky a pověsti (Slovak Fairy Tales and Legends)
- Selská politika (Country Politics)
- Hospodyně na slovíčko
- Trei alune pentru Cenușăreasa (Tři oříšky pro Popelku)
- Dopisy z lázní Františkových (The Letters from Franzenbad)
- Listy přítele přítelkyni
- Silný Ctibor
- Devět křížů (Nine Crosses)
- Potrestaná pýcha – ecranizat în 1952 cu titlul Prințesa trufașă (Pyšná princezna) de rgizorul Bořivoj Zeman